# ميخائيل كاروسو
ميخائيل كاروسو هو لاعب هوكي الجليد كندي، ولد في 5 يوليو 1988 في ميسيساغا في كندا.

## وصلات خارجية
- ميخائيل كاروسو على موقع دوري الهوكي الوطني (الإنجليزية)
- ميخائيل كاروسو على موقع EliteProspects.com (الإنجليزية)
- ميخائيل كاروسو على موقع HockeyDB.com (الإنجليزية)
- ميخائيل كاروسو على موقع Hockey-Reference.com (الإنجليزية)